# 霍仙鳴
霍仙鳴（？—798年），唐朝宦官，唐德宗時期神策軍右军中尉。

## 生平
建中四年十月，爆發涇原兵變，唐德宗帶著皇妃、太子、诸王等倉皇出逃，由咸阳到奉天（今陝西乾縣），護駕只有宦官霍仙鳴及竇文場。貞元六年，德宗重返京师後，将神策军分为左右两厢，以窦文场和霍仙鸣为监神策军左、右厢兵马使，开启宦官分典禁军之先河。貞元十二年六月，德宗又设立左、右神策军护军中尉，分别由窦文场和霍仙鸣担任。後出任樞密使。貞元十四年霍仙鳴卒，以第五守亮繼之為右軍中尉。因霍仙鳴死的太突然，德宗怀疑是其左右小宦官下毒加害，将其中数十人流放。

## 延伸阅读
[在维基数据编辑]
 《舊唐書·卷184》，出自刘昫《舊唐書》
 《新唐書·卷207》，出自《新唐書》